# Brill Schöningh
Brill Schöningh (Eigenschreibweise: Brill | Schöningh, bis 2017: Verlag Ferdinand Schöningh) ist ein deutscher Verlag. Er wurde am 12. Mai 1847 von dem aus Meppen/Emsland stammenden Buchhändler Ferdinand Schöningh in Paderborn gegründet. Zum 1. Januar 2017 wurde der Verlag Teil der niederländischen Verlagsgruppe Brill und firmiert unter dem Namen Brill | Schöningh, Paderborn.

## Verlagsprogramm
Schwerpunkte in der Verlagsarbeit liegen auf dem Gebiet der Zeitgeschichte, der wissenschaftlichen Theologie, der Philosophie, der Philologie und der Pädagogik. Daneben betreut das Verlagshaus mehrere Großeditionen (kritische Werkausgaben von Augustinus, Friedrich und August Wilhelm Schlegel und Wilhelm von Humboldt, die 40-bändige Konziliengeschichte des päpstlichen Historikers Walter Brandmüller, die Faksimilereihe Biblia Slavica und die Forschungsedition zur römischen Inquisition und den  Index Librorum Prohibitorum (Indexkongregation)). Auch die verlagsübergreifende Rote Reihe der Uni-Taschenbücher (UTB) hat Ferdinand Schöningh mitgegründet und bis heute maßgeblich mitgestaltet.
Zu den prägenden Personen der Verlagsgeschichte gehört der Prokurist Franz Honselmann (1850–1940).